# Apocalipse Grego de Esdras

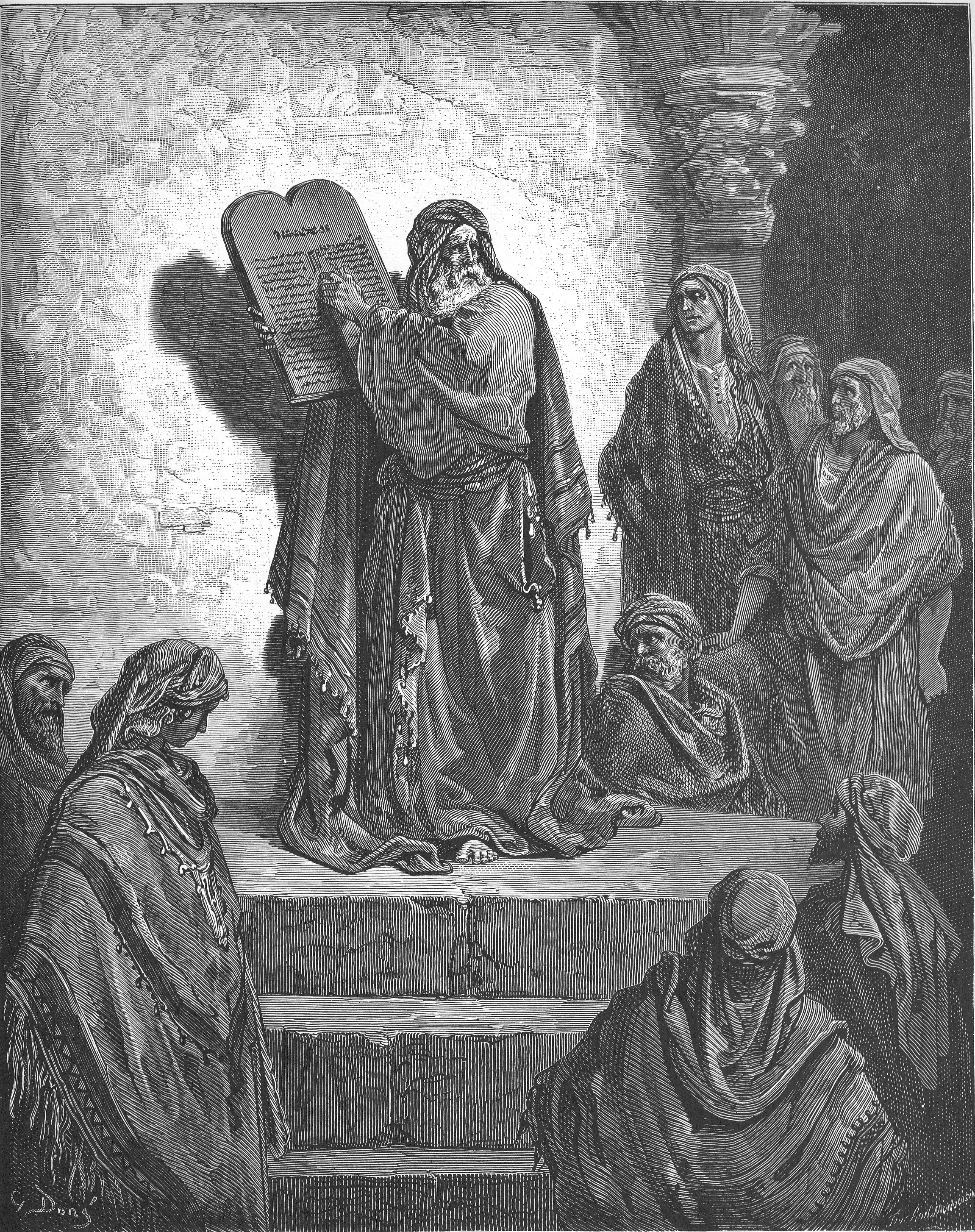
Esdras lendo a lei para o povo. Ilustração de Gustave Doré.

O Apocalipse Grego de Esdras é uma obra pseudepigráfica escrita em nome do escriba bíblico Esdras. Ele sobreviveu em apenas duas cópias gregas e é datado entre o século II e o século IX d.C. A maior parte da crítica moderna concluiu que a obra foi escrita provavelmente por um cristão, embora alguns apontem a possibilidade de que o texto original tenha sido escrito em hebraico ou aramaico, mas traduzido para grego posteriormente e trabalhado por cristãos.

## Conteúdo
A obra de Esdras pertence à tradição dos apocalipses judaicos e cristãos, nos quais um visionário é levado a ver as punições dos ímpios no inferno e as recompensas dos justos no paraíso. Como em muitas dessas obras, o Apocalipse de Esdras se concentra nas punições e oferece apenas um breve vislumbre do paraíso.
O Apocalipse de Esdras retrata seu autor como tendo visões do Céu e da Geena, onde as punições aplicadas aos pecadores são testemunhadas. Na primeira parte da obra, o autor descreve a visita de Esdras ao Céu. Ele então levanta uma questão de teodiceia, questionando a Deus por que os humanos receberam a capacidade de pecar. Embora Deus argumente que os humanos são culpados se pecarem, devido ao fato de terem livre-arbítrio, o texto responde que, em última análise, a queda do homem deve ser atribuída a Deus, especialmente porque ele criou Eva, a Serpente e a árvore proibida. Esdras continua acusando Deus de ter uma ideia terrível de justiça, à qual Deus não responde, mesmo quando Esdras faz pedidos em favor dos pecadores. Após suas petições e discussões com Deus, Esdras tem uma visão das torturas na Geena de fogo, bem como do Anticristo. Por fim, quando Esdras protesta que ninguém está sem pecado e, portanto, ninguém escapará dessa tortura, Deus revela que suportou a cruz para salvar a humanidade, perdoar aqueles que acreditam e vencer a morte.

## Interpretação
Esta obra, baseada em um possível texto grego do século IV ou em um texto judeu entre os séculos II e IV, influenciou o Apocalipse Grego da Virgem e algumas visões teológicas medievais. No entanto, ainda não recebeu muita atenção na história do pensamento cristão sobre a vida após a morte.
No livro Visão Latina de Esdras, obra na qual o texto do Apocalipse de Esdras é preservado na íntegra, o profeta Esdras é retratado orando por misericórdia divina para os condenados e até mesmo debatendo com Deus sobre a justiça de suas punições, o que parece ser tido inspirado em 4 Esdras. O autor do texto, ainda, evoca a figura de Moisés ao oferecer sua própria vida em troca da dos pecadores.